# طلاق (سوره)
سوره طلاق سوره ۶۵ از قرآن است و در مدینه نازل شده و دارای ۱۲ آیه‌ میباشد.
سوره طلاق بر اساس روایات معتبر ترتیب نزول نود و نهمین سوره نازل شده از آسمان وحی است. این سوره در سال هفتم هجرت در مدینه نازل شده‌است. پیش از آن سوره انسان و بعد از آن سوره بینه نازل شده‌است.
با استقرار حکومت اسلامی در مدینه به تدریج احکام و مقررات دینی تشریع شد تا فرهنگ و آداب و رسوم مسلمانان را که هنوز تحت تأثیر قوانین و فرهنگ جاهلیت بود تغییر دهد. حقوق زنان و به خصوص قوانین طلاق یکی از چالش برانگیزترین مسایل اجتماعی مسلمانان بود که بیشتر احکام آن در سوره بقره آیات ۲۴۲ ـ ۲۲۶ قبلاً بیان شده بود.
از آنجا که تغییر فرهنگ مردم در روابط خانوادگی و مسائل زناشویی از مشکل‌ترین مراحل تغییر فرهنگ عمومی است، در این سوره ضمن تکرار و یاد آوری مجدد احکام مذکور و افزودن چند قانون جدید، به مؤمنان گوشزد می‌کند که هنگام طلاق همسران خود کینه‌ها و آداب و رسوم جاهلی را فراموش کنید و ضمن رعایت تقوا تنها به آنچه خدا در این زمینه دستور داده‌است عمل کنید. این سوره از دو گفتار تشکیل شده‌است.
گفتار اول: اهمیت رعایت تقوا و عمل به فرمان‌های خدا دربارهٔ زنان مطلقه(ایات ۱-۷)
گفتار دوم: ضرورت عمل به فرمان‌های خدا و رعایت احکام دینی (آیات ۸-۱۲)